# Bni Oual
Bni Oual  (in arabo بني وال‎?) è un centro abitato e comune rurale del Marocco situato nella provincia di Sidi Kacem, regione di Rabat-Salé-Kénitra. Conta una popolazione di 7 485 abitanti (censimento 2014).